# Професор-Златарски
Професор-Златарски (болг. Професор Златарски) — село в Болгарии. Находится в Добричской области, входит в общину Тервел. Население составляет 30 человек.

## Политическая ситуация
В местном кметстве Каблешково, в состав которого входит Професор-Златарски, должность кмета (старосты) исполняет Шенол Мехмед Хасан (Движение за права и свободы (ДПС)) по результатам выборов правления кметства.
Кмет (мэр) общины Тервел — Живко Жеков Георгиев (Болгарская социалистическая партия (БСП)) по результатам выборов в правление общины.